# Carlos Maria Ljubetic
Carlos Maria Ljubetic je paragvajski političar hrvatskog podrijetla.

## Životopis
Ljubetic je bio predsjednik Febrerističke revolucionarne stranke u dva navrata i to u periodu 1996. – 1998., te od 27. listopada 2009. do 6. siječnja 2011. godine. Na mjestu predsjednika stranke zamijenila ga je Josefina Duarte de Benítez koja je u njegovom mandatu obnašala dužnost dopredsjednice. Trenutačno obnaša dužnost savjetnika predsjednika Vrhovnog suda (TSJE).